# واکنش ایوانز–تیشچنکو
واکنش ایوانز–تیشچنکو(به انگلیسی: Evans–Tishchenko reaction) عبارت است از احیای دیاستریومر گزین بتا-هیدروکسی کتون‌ها به  ۳٬۱- آنتی-دی‌ال مونواسترهای مربوطه. در این واکنش از یک اسید لوئیس که اغلب ساماریوم یدید است و یک آلدهید استفاده می‌شود. واکنش ایوانز–تیشچنکو اولین بار در سال ۱۹۹۰ توسط دیوید ایوانز و امیر هویدا، به عنوان واکنشی توسعه یافته از واکنش معروف تیشچنکو که در سال ۱۹۰۶ توصیف شده بود، معرفی شد. واکنش آلدول–تیشچنکو مسیر بالقوه دیگری برای محصولات ۳٬۱-دی‌ال مونواستر فراهم می‌کند.